# Jakob Streitle
Jakob Streitle (1916. december 11. – 1982. június 24.) válogatott német labdarúgó, hátvéd, edző.

## Pályafutása

### Klubcsapatban
A Wacker München csapatában kezdte a labdarúgást. 1936 és 1954 között a Bayern München labdarúgója volt. 1954-ben vonult vissza az aktív labdarúgástól.

### A válogatottban
1938 és 1941 között nyolc alkalommal szerepelt a német válogatottban. Tagja volt az 1938-as franciaországi világbajnokságon részt vevő együttesnek. 1950 és 1952 között hét alkalommal szerepelt a nyugatnémet válogatottban.

### Edzőként
1954–55-ben a Bayern München vezetőedzőjeként tevékenykedett.